# The Realness
The Realness - debiutancki album amerykańskiego rapera Cormegi wydany 25 lipca 2001 roku, nakładem Legal Hustle.

## Lista utworów
Źródło:
| #  | Tytuł                     | Słowa                | Producent     | Gościnnie       |
| -- | ------------------------- | -------------------- | ------------- | --------------- |
| 1  | "Dramatic Entrance"       | C. McKay             | J-Love        |                 |
| 2  | "American Beauty"         | C. McKay             | Cormega       |                 |
| 3  | "Thun & Kicko"            | C. McKay, A. Johnson | Havoc         | Prodigy         |
| 4  | "The Saga"                | C. McKay             | Big Ty        |                 |
| 5  | "R U My Nigga?"           | C. McKay             | Jae Supreme   |                 |
| 6  | "Unforgiven"              | C. McKay             | Spank Brother |                 |
| 7  | "Fallen Soldiers"         | C. McKay             | J-Love        |                 |
| 8  | "Glory Days"              | C. McKay             | Jae Supreme   |                 |
| 9  | "Rap's A Hustle"          | C. McKay             | Ayatollah     |                 |
| 10 | "Get Out My Way"          | C. McKay             | Sha Money XL  |                 |
| 11 | "You Don't Want It"       | C. McKay             | Godfather Don |                 |
| 12 | "5 For 40 [Accapella]"    | C. McKay             |               |                 |
| 13 | "They Forced My Hand"     | C. McKay             | Spunk Bigga   | Tragedy Khadafi |
| 14 | "Fallen Soldiers [Remix]" | C. McKay             | The Alchemist |                 |

## Pozycje

### Pozcyje Singli
| Rok  | Utwór             | Pozycja           | Pozycja                          | Pozycja         |
| Rok  | Utwór             | Billboard Hot 100 | Hot R&B/Hip-Hop Singles & Tracks | Hot Rap Singles |
| ---- | ----------------- | ----------------- | -------------------------------- | --------------- |
| 2000 | You Don't Want It | -                 | -                                | 41              |